# ミニ独立国
ミニ独立国（ミニどくりつこく）は、日本国内において地域振興や自然保護運動の手段として一定の地域にて「建国」を標榜する活動、およびその成果である「国家」の総称。

## 概要
地域や地区を活性化させる目的のもと賛同者が集まり、国家経営を基準にして地域づくりを国づくりに置き換える形で、地域づくりに取り組むまちづくり団体が主となっており、観光客の増加など地域の振興を目的とした宣伝の一環として架空の国家を建国する形態が多い。
政治的・思想的な主張からの独立運動や民族自決とは違い、現実に日本国からの分離独立を主張しているわけではないため、国際機関によって承認されることはなく、主催者も正式な国家の設立を目的としてはいない。個人や少人数で独立を宣言するミクロネーションと関連付けられることもあるが、思想や信念ではなく観光客の増加など宣伝を目的にしていることが違いとされる。このため住民グループや商工会・観光協会などが主体となって運営していることが多いが、町や村など地方自治体レベルで行っていることもある。
自治体の住民を『国民』、首長（市町村長）を『国家元首』としている国が多いが、観光大使や広報大使を国家元首に任命する国もある。
1972年に長崎県西海町で建国された「自然の国」や、1977年8月に「独立宣言」をした新邪馬台国（大分県宇佐市）がミニ独立国の先駆けとされている。
東北地方の小さな村が突如日本から独立するという1981年に刊行された井上ひさしの小説『吉里吉里人』がヒットしたことをきっかけに、1982年に小説の舞台と同名の吉里吉里という地区を抱える岩手県大槌町が、町おこしの一環として「吉里吉里国」として独立宣言したことがが話題となったことをきっかけとして1980年代には各地でミニ独立国の建国が相次ぐミニ独立国ブームが起こり最盛期の1986年にはミニ独立国オリンピックが銀杏連邦（東京都八王子市）で開かれるといった盛り上がりを見せ、ローマ教皇ヨハネ・パウロ2世を訪問したアルコール共和国（新潟県真野町）やアイスランドと相互に友好訪問団を派遣する等の友好関係を構築した流氷あいすらんど共和国（北海道紋別市）といった独自の国際交流を図った独立国も存在した。その後1988年からはふるさと創生事業の影響を受けて第二次ブームが起こり、1990年時点では203カ国が存在していた。しかし、乱立によりインパクトが無くなったこと、後発国の無計画性などで飽きられ、ブームは沈静化した。
1990年代から財政難や運営主体となっていた自治体の合併、NPO法人の増加やメンバーの高齢化などさまざまな理由で減少し、2010年代まで活動を続けるミニ独立国は少なく、2020年時点ではブーム後の1990年代以降に建国されたものを含め40カ国の活動が確認されている。また自治体や観光協会といった公的団体の主導で建国された国家が後に住民グループ等民間側に移管されるケースや、国名を冠した地域支援NPOの発足、国家活動を休止しつつ国家の理念を引き継いだ活動を自治体の取り組みとして行うといったケースも確認されている。
地域の振興の枠組みを超えたシビアな議論を含む独立論については、都道府県独立国家論の項を参照。

## ミニ独立国国際連合
ミニ独立国国際連合（ミニどくりつこくこくさいれんごう）は、ミニ独立国同士の交流を目的に発足。年1回、ミニ独立国サミットと称する国連総会を開催している。吉里吉里国とサミットを開催した国が常任理事国となっている。
1983年（昭和58年）に、第1回ミニ独立国サミット（USAサミット）が大分県宇佐市の新邪馬台国で開かれた。1984年（昭和59年）までは年2回、1985年（昭和60年）からは毎年1回開催されている。

## 主なミニ独立国の一覧
- 北の星座共和国（北海道枝幸町・歌登町・中川町・音威子府村・美深町・名寄市・幌加内町・苫前町・下川町・朝日町・風連町・士別市・剣淵町・和寒町 1989年建国[1]）
- キララ共和国（北海道蘭越町 1994年建国）[1]
- サンセット共和国（北海道羽幌町）[1]
- シャンシャン共和国（北海道室蘭市 1985年 - [8]）
- アホーツク共和国（北海道美幌町）[9]
- 別海ミルク王国（北海道別海町、1986年 - 2023年3月[10]）
- ウソタン砂金共和国（北海道枝幸郡浜頓別町 1987年建国）[1]
- サンライズ王国（北海道紋別郡雄武町 1989年建国）[1]
- 流氷あいすらんど共和国（北海道紋別市 1984年[1] - 2022年[11]）
- ゆあみさわ村（北海道岩見沢市）[12]
- ポテト共和国（北海道ニセコ町）[12]
- クサダ・ラーケ共和国（北海道倶知安町）[9]
- オルレアン84（北海道椴法華村）[12]
- ゆう・もあ王国（北海道中標津町）[9]
- えぞ共和国（北海道函館市）[13]
- カエル村（秋田県西仙北町 1983年建国）[1]
- カシオペア連邦（岩手県二戸市、一戸町、九戸村、浄法寺町、軽米町 1991年建国）
- 小町の国（秋田県湯沢市 1987年建国）[1]
- 吉里吉里国（岩手県上閉伊郡大槌町）
- ジパング国会津芦ノ牧藩（福島県会津若松市）
- ニコニコ共和国（福島県二本松市岳温泉、2006年、日本国と合併[14]）
- カブトムシ自然王国（福島県常葉町、現田村市 1988年建国）[1]
- まほろば連邦（宮城県大和町ほか、平成の大合併に伴い、2004年4月18日に解散[15]）
- アルコール共和国（新潟県真野町、現佐渡市 1983年建国）[1]
- ニイガタ首長国連邦（新潟県新潟市と周辺6町村）[9]
- さんさい共和国（新潟県入広瀬村、現魚沼市 1983年建国）[1]
- コシヒカリ共和国（新潟県六日町、現南魚沼市）[4]
- 新堀芸術連邦響和国（新潟県大島村、現上越市 1984年建国）[4]
- おけさ民宿共和国（新潟県佐渡島全域 1984年建国）[4]
- 若者共和国（新潟県吉田町、現燕市 1991年建国）[4]
- 葛塚連邦（新潟県豊栄市、現新潟市 2002年建国）[4]
- 立山連邦王国（富山県高岡市）
- 白山連峰合衆国（石川県旧鶴来町ほか、平成の大合併に伴い、2004年11月30日に事業終了、同年度末に解散[16]）
- ミルク王国ウチナダ（石川県内灘町 2013年建国）[1]
- さぎ草王国（福井県越前市安養寺町 2000年建国）[1]
- さくほジーバ共和国（長野県佐久穂町 2011年建国）[1]
- 銀杏国（東京都八王子市）[9]
- 西さがみ連邦共和国（神奈川県小田原市、箱根町、真鶴町、湯河原町、2010年4月統合解散[17]）
- いかんべ共和国（栃木県那須郡南那須町、2005年10月1日、合併により終了）
- 天狗王国ゆづかみ（栃木県那須郡湯津上村 1989年建国）[1]
- いちご市（栃木県鹿沼市、2016年開始）[1]
- ロマンの森共和国（千葉県君津市 1995年建国）[1]
- 伊豆・伊東お菓子ぃ共和国（静岡県伊東市 2011年建国）[1]
- 伊豆いとう地魚王国（静岡県伊東市 2015年建国）[1]
- カメハメハ王国（静岡県牧之原市）[1]
- チロリン村（京都府宮津市）
- カニ王国（兵庫県城崎郡城崎町 1981年建国）[1]
- そやんか合衆国（大阪府大阪市大正区[18]、現存せず）
- あわじ国（兵庫県南あわじ市 2016年建国）[1]
- ツチノコ共和国（奈良県吉野郡下北山村 1989年建国）[1]
- イノブータン王国（和歌山県すさみ町 1986年建国）[1]
- いずもオロチ王国（島根県出雲市）
- 青海島共和国（山口県長門市）[1]
- チカチカ共和国（愛媛県松山市）
- 四万十河童王国（高知県四万十町 2010年建国）[1]
- 河童共和国（福岡県嘉麻市 稲築町 1988年建国） [1]
- 新邪馬台国（大分県宇佐市、1977年建国[1] 新型コロナウイルス感染症の流行を機に2020年、10年ぶりに活動を再開[19]）
- ひしかりガラッパ王国（鹿児島県伊佐郡菱刈町）
- 大隅の國やっちく松山藩（鹿児島県志布志市 1989年建国）[1]
- パナウル王国（鹿児島県大島郡与論町 1983年建国）[1]
- みやんじょチクリン村（鹿児島県宮之城町）[9]
- 奄美サンサン王国（鹿児島県奄美諸島）[9]
- 銀河連邦（宇宙航空研究開発機構関係市町）[20]
  - サンリクオオフナト共和国（岩手県大船渡市）[20]
  - ノシロ共和国（秋田県能代市）[20]
  - サク共和国（長野県佐久市）[20]
  - サガミハラ共和国（神奈川県相模原市）[20]
  - ウチノウラキモツキ共和国（鹿児島県肝属郡肝付町）[20]
  - タイキ共和国（北海道広尾郡大樹町、2010年4月1日加盟）[20]
  - カクダ共和国（宮城県角田市 、2016年4月1日加盟）[20]
- しそう森林王国（兵庫県宍粟郡、現宍粟市 1989年建国）[1]
  - 千種ミニ王国
  - 山崎ミニ王国
  - 波賀ミニ王国
  - 安富ミニ王国(2006年、安富町が姫路市に合併、以後不明)
- カセットボーイ共和国（国土なし、アイワによるイベント形式）
- ぺんた共和国(佐賀県　七山村、厳木町、富士町、三瀬村、脊振村)
- 川南合衆国（宮崎県児湯郡川南町）
- 末吉社会主義共和国連邦[要検証 – ノート]（鹿児島県曽於市末吉町）
- 兵庫五国連邦（兵庫県）[21]

## ミニ独立国をテーマとした作品
吉里吉里人
1981年に発表された井上ひさしの長編小説。東北地方の寒村が独立宣言を行う。ブームのきっかけとなった。
サクラクエスト
2017年に放送されたテレビアニメ。ブームの終焉により寂れたミニ独立国「チュパカブラ王国」の2代目国王（観光大使）となった主人公が、仲間たちと共に地域おこしを開始する。